# Donald M. McAlpine
Donald „Don“ M. McAlpine (* 13. April 1934 in Quandialla bei Temora, New South Wales, Australien) ist ein australischer Kameramann.

## Leben
McAlpine begann seine Karriere hinter der Kamera 1962 als Assistent bei der Australian Broadcasting Corporation. Vier Jahre darauf wechselte er zur Commonwealth Film Unit. Als Bildberichterstatter wurde McAlpine in der Folgezeit auch nach Vietnam entsandt, um vom dortigen Krieg zu berichten.
1968 begann McAlpine als Chefkameramann zu arbeiten, zunächst für Dokumentarfilme. 1969 fotografierte er auch erstmals eigenverantwortlich kurze Filme mit Spielhandlung. Sein erster großer Kinoerfolg war 1972 der in London entstandene Film The Adventures of Barry McKenzie unter der Regie seines Landsmannes Bruce Beresford. Auch an dessen Fortsetzung Barry McKenzie Holds His Own zwei Jahre darauf war Don McAlpine beteiligt.
McAlpines Karriere erfuhr einen beträchtlichen Auftrieb mit dem Beginn der Blütezeit des australischen Kinos ab Mitte der 1970er Jahre. Er fotografierte eine beträchtliche Anzahl an international beachteten und gefeierten australischen Filmen, darunter Gillian Armstrongs Emanzipationsgeschichte Meine brillante Karriere und Beresfords Rekonstruktion eines gefälschten Kriegsgerichtsprozesses Der Fall des Lieutnant Morant. Es waren Filme, „in denen McAlpine Gesichter und Landschaften vorsichtig abtastete und als ein harmonisierendes und zugleich aufregend-vibrierendes Wechselspiel arrangierte“.
1982 ging er nach Hollywood und erhielt in kürzester Zeit die Möglichkeit, Spitzenproduktionen unter führenden Regisseuren wie Paul Mazursky, Alan J. Pakula und Martin Ritt zu fotografieren. Don McAlpine hat seitdem viele Filmgenres als Director of Photography betreut, so Bibelverfilmungen, Actionfilme, Filmkomödien und Fantasyfilme. Als besonders gelungen können seine kammerspielhaften Menschenporträts (Kellerkinder, Stanley & Iris) und burlesken Komödien (Zoff in Beverly Hills, Mond über Parador, Mrs. Doubtfire – Das stachelige Kindermädchen) gewertet werden. Seinen bisher größten Erfolg feierte er im Jahr 2002, als er eine Oscar-Nominierung für seine Arbeit an Baz Luhrmanns Musical-Verfilmung Moulin Rouge (2001) erhielt, aber gegenüber Andrew Lesnie (Der Herr der Ringe: Die Gefährten) das Nachsehen hatte.

## Filmografie (Auswahl)
- 1968: Papua and New Guinea Development (Dokumentarfilm)
- 1968: In One Lifetime (Dokumentarfilm)
- 1969: Leonard French’s Stained Glass Screen (Kurzfilm)
- 1970: No Roses for Michael (Kurzfilm)
- 1972: The Adventures of Barry McKenzie
- 1974: Barry McKenzie Holds His Own
- 1976: Dons Party (Don’s Party)
- 1977: Lauras Mädchenjahre (The Getting of Wisdom)
- 1978: Die Geldhaie (Money Movers)
- 1979: Meine brillante Karriere (My Brillant Career)
- 1979: The Odd Angry Shot – Durch die Hölle (The Odd Angry Shot)
- 1979: Am Ende des Tales (The Earthling)
- 1980: Der Fall des Lieutnant Morant (Breaker Morant)
- 1980: The Club
- 1981: Puberty Blues – scharf auf’s erste Mal (Puberty Blues)
- 1982: Blue Skies Again
- 1983: Harry & Sohn (Harry & Son)
- 1985: König David (King David)
- 1985: Zoff in Beverly Hills (Down and Out in Beverly Hills)
- 1986: Kellerkinder – Orphans (Orphans)
- 1986: Predator (Predator)
- 1987: Mond über Parador (Moon Over Parador)
- 1988: Moving – Rückwärts ins Chaos (Moving)
- 1988: Stanley & Iris
- 1989: Eine Wahnsinnsfamilie (Parenthood)
- 1989: Zweites Glück (See You in the Morning)
- 1991: Kevins Cousin allein im Supermarkt
- 1991: Medicine Man – Die letzten Tage von Eden (Medicine Man)
- 1992: Die Stunde der Patrioten (Patriot Games)
- 1993: Mrs. Doubtfire – Das stachelige Kindermädchen (Mrs. Doubtfire)
- 1993: Der Mann ohne Gesicht (The Man Without a Face)
- 1994: Das Kartell (Clear and Present Danger)
- 1995: Nine Months
- 1996: William Shakespeares Romeo + Julia (Romeo + Juliet)
- 1997: Auf Messers Schneide – Rivalen am Abgrund (The Edge)
- 1998: Seite an Seite (Stepmom)
- 2001: Moulin Rouge! (Moulin Rouge)
- 2002: The Time Machine
- 2003: Die Wutprobe (Anger Management)
- 2003: Peter Pan (Peter Pan)
- 2005: Die Chroniken von Narnia: Der König von Narnia (The Chronicles of Narnia: The Lion, the Witch & the Wardrobe)
- 2009: X-Men Origins: Wolverine
- 2010: Main Street
- 2013: Ender’s Game
- 2015: The Dressmaker
- 2016: Kapoor & Sons
- 2017: Ali’s Wedding
- 2018: Rajma Chawal
- 2019: Lambs of God (Miniserie)
- 2022: Black Site